# 新圣母大殿

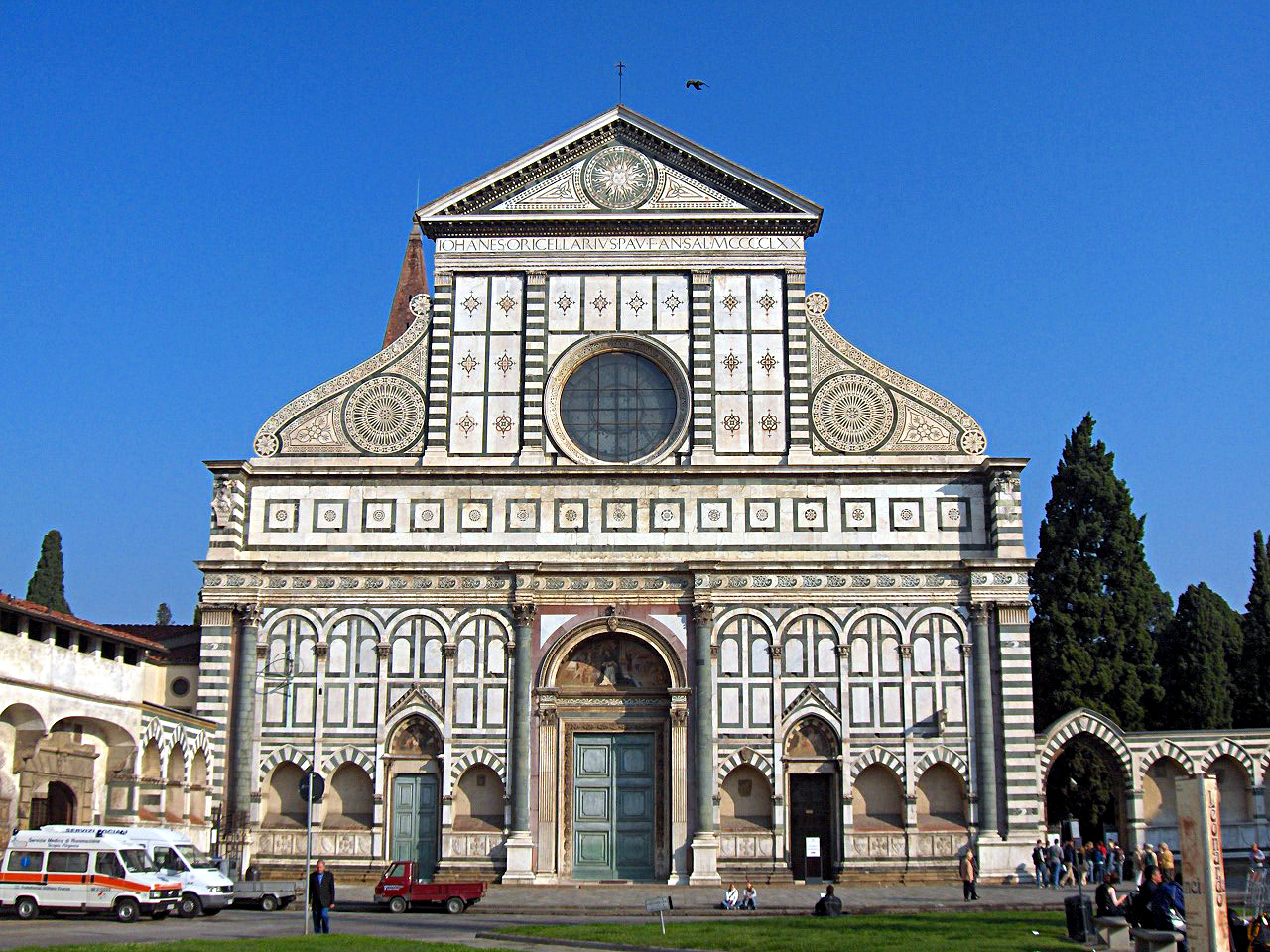
新圣母大殿正立面，由莱昂·巴蒂斯塔·阿尔伯蒂完成于1470年

新圣母大殿（義大利語：Basilica di Santa Maria Novella）是意大利佛罗伦萨的一座天主教聖堂，坐落在佛罗伦萨主要的火车站，同名的新圣母车站对面，按年代而言，这是佛罗伦萨第一座宗座圣殿，也是道明会在该市的主要聖堂。
这座聖堂、连同毗邻的修道院，由于佛罗伦萨最重要的家族的慷慨捐助，收藏了一批无价的艺术珍宝，特别以哥特式和早期文艺复兴大师的壁画而著称。

## 历史
这座聖堂之所以被称为“新”圣母大殿，是因为它是建造在9世纪圣母祈祷所的地基上。当这块地基在1221年归属道明会时，他们决定在此修建一座新聖堂和毗邻的修道院。这座教堂是由2位道明会修士，翡冷翠人西斯篤（Sisto Fiorentino）和坎皮人里斯托羅（Ristoro da Campi）修士设计。聖堂始建于13世纪中叶（大约1246年），大约完成于1360年，在雅各伯·塔倫提（Iacopo Talenti）修士的监督下，完成了罗曼式-哥特式的钟楼和祭衣间。当时，托斯卡纳哥特式正立面还只完成了下部。3座大门的上方为半圆拱，而正立面下部的其余部分设计了盲拱，由壁柱分开，冠以贵族坟墓使用的绿白条纹。同样的设计也见于毗邻墓地的围墙。这座聖堂于1420年祝圣。

## 设计
当地的纺织品商人喬萬尼·迪·保羅·魯切萊（Giovanni di Paolo Rucellai）委托莱昂·巴蒂斯塔·阿尔伯蒂设计了黑白相间的大理石的教堂正立面的上部（1456-1470）。当时他已经因担任里米尼马拉泰斯塔教堂（Tempio Malatestiano）的建筑师，以及建筑学论文《論建築》而出名。阿尔伯蒂还设计了佛罗伦萨魯切萊宫（Palazzo Rucellai）的正立面。

## 附属建筑
菲利波·斯特罗齐小堂位于右侧耳堂，紧邻托纳博尼小堂（cappella Tornabuoni），以菲利皮诺·利皮的湿壁画《圣史若望和圣斐理伯的生平事迹》而闻名，这些壁画创作于1487年-1502年。